# 366P/Spacewatch
366P/Spacewatch, komet Enckeove vrste